# Distrito de Carmen de La Legua-Reynoso
El distrito de Carmen de La Legua-Reynoso es uno de los siete distritos que conforman la provincia constitucional del Callao en el Perú. Limita al norte, con el distrito de San Martín de Porres, provincia de Lima; al este, con el distrito de Lima, también perteneciente a la provincia homónima; y al sur y oeste, con el distrito del Callao.

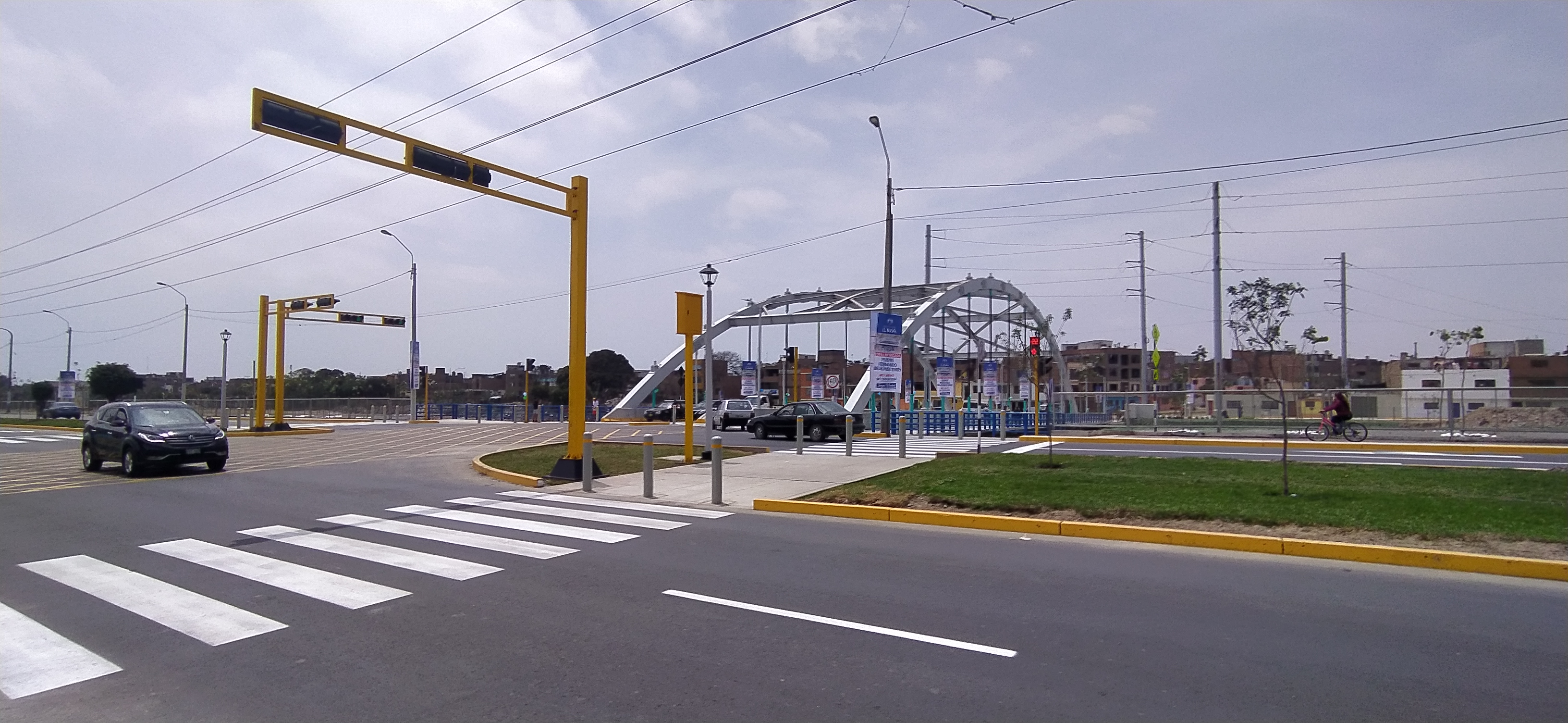
Vista del puente Fernando Belaúnde Terry ubicado en la Avenida Morales Duárez cuadra 8 en el distrito de Carmen de la Legua Reynoso

Formaba parte de los frondosos matorrales, que existían a lo largo de la senda, que servía de camino entre la ciudad de Lima y el puerto del Callao, que avanzaba casi paralelamente en el curso del río Rímac.

## Historia

### Población

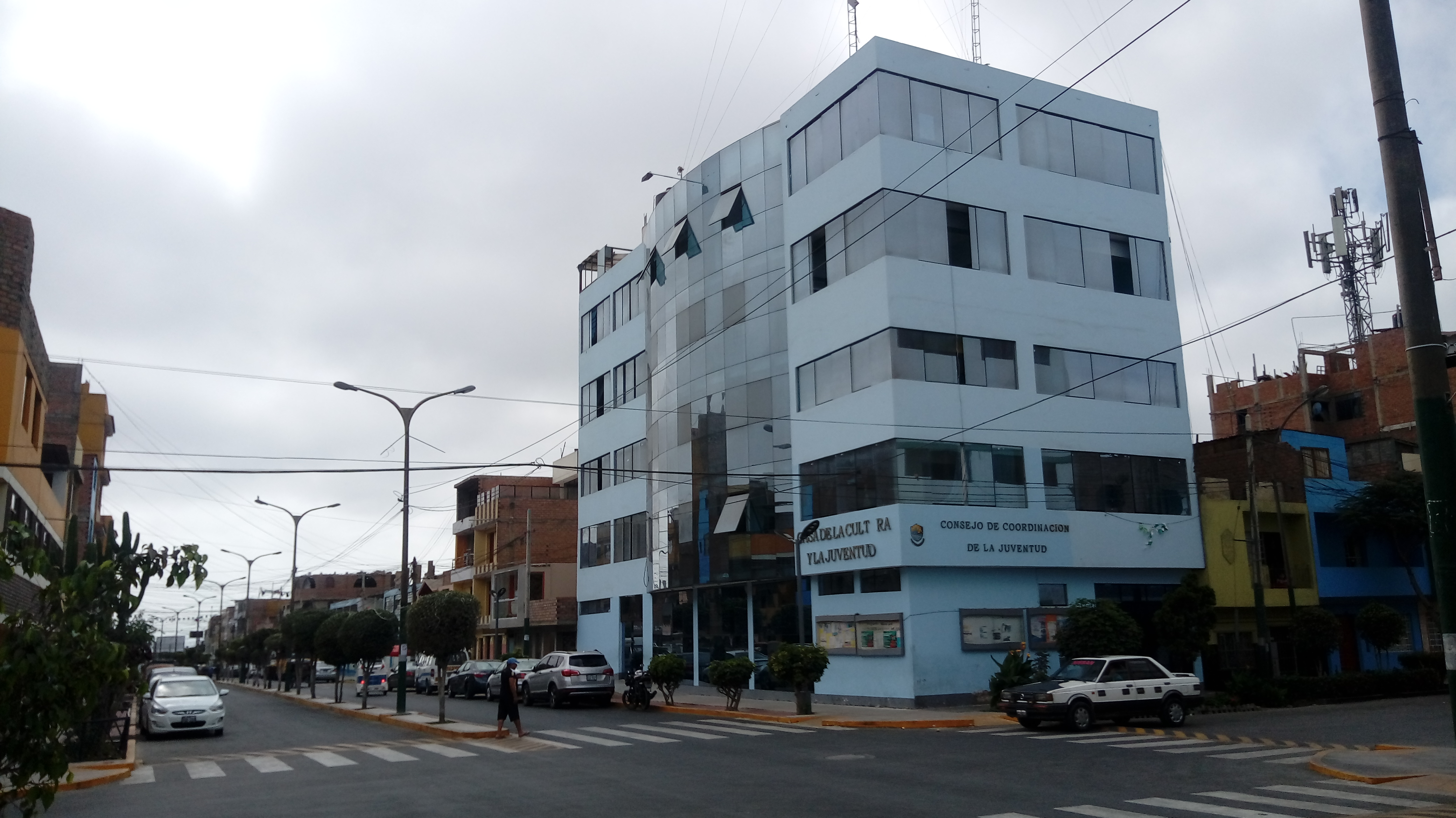
Casa de la juventud

El poblamiento del distrito se debe a la migración, se hizo más intenso a partir de 1940 cuando se inician las oleadas de migrantes del interior del país, quienes poblaron los descampados de la ciudad, en lugares cercanos a los ríos. En la segunda mitad del pasado siglo, este distrito toma la forma de centro urbano, poblado por numerosos provincianos; entre los que se afincaron en el distrito figuran las familias de refugiados que vinieron de la provincia de Tarapacá en la Guerra del Pacífico entre Perú y Chile, mediante ley a los tarapaqueños se les otorgó un lote de terreno en Carmen de la Legua. Además, mucha gente fueron reubicadas de los barrios de Mendozita del distrito de La Victoria.
Tras reclamos de los habitantes, se separó del distrito del Callao (antes se había escindido de Magdalena Vieja y del Cercado), y se fundó el 4 de diciembre de 1964.

### Educación
En el distrito existen instituciones educativas públicas y privadas. Entre ellas:
I.E.Bárbara D' Achille
- I.E. Bandera de la Paz 5044
- I.E. Raúl Porras Barrenechea
- I.E. Augusto Salazar Bondy
- I.E. San Rafael
- I.E. Virgen del Carmen
- I.E. Leopoldo Perez Salmon 5030
- I.E. Regina Pacis
- I.E. B.Group
- I.E. Túpac Amaru

- I.E. San Rafael 5035
- I.E. Santa Ángela Merici

### Violencia política

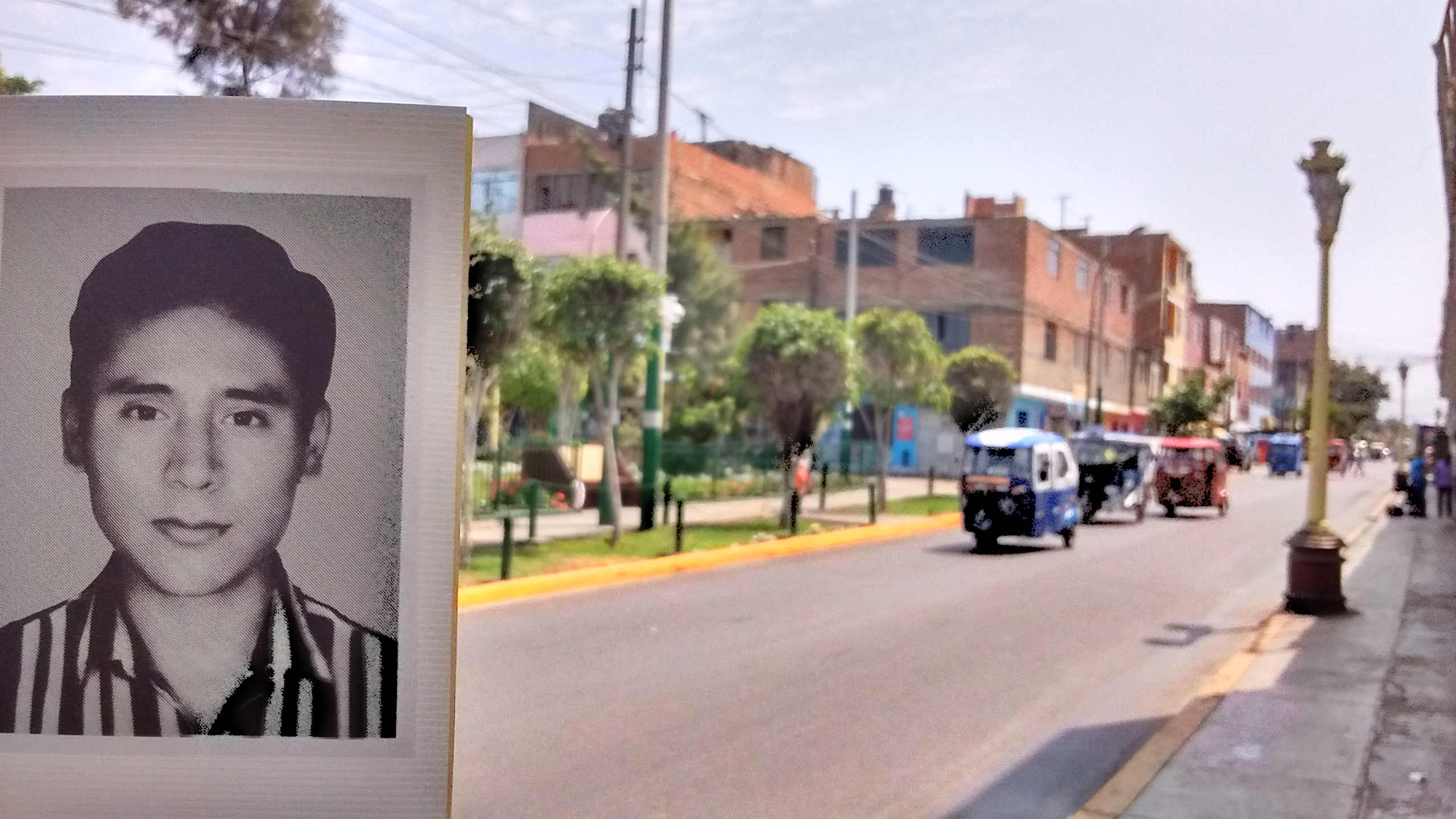
Foto de Martín en el barrio de Villa Señor de los Milagros

Según el informe de la Comisión de la Verdad y Reconciliación, durante el periodo de violencia política estudiado por ésta, se registraron casos de tortura y desaparición forzada por motivos políticos de vecinos del distrito por parte de las fuerzas de seguridad del Estado. Algunas de las víctimas identificadas en el registro de Casos de la Provincia Constitucional del Callao reportados a la CVR son:
Por año de su detención: 
- 1989 - Rafael Evaristo Fernández Vásquez. Detenido, torturado.
- 1993 - Mauro David Álvaro Velázquez. Detenido, torturado.
- 1993 - Ítalo De la Cruz Del Carpio. Detenido, torturado.
- 1993 - Martín Roca Casas de 27 años de edad. Estudiante de economía de la Universidad Nacional del Callao. Detenido, torturado y desaparecido. Vecino de Villa Señor de los Milagros. El Estado peruano ha sido denunciado ante la Comisión Interamericana de Derechos Humanos por este caso.[4]

## Economía
A inicios de la década de 1950, Carmen de la Legua-Reynoso era fundamentalmente una zona extractiva de materiales de construcción, de hormigón, arena, piedra, etc. De aquella rústica y polvorienta zona, hoy Carmen de la Legua se ha convertido en un distrito próspero.

### Geografía
El distrito es uno de los pocos de la metrópoli en poseer una forma regular, pues se presenta como un rectángulo cuya base inferior está alineada con el eje de la avenida Argentina, limitando esta vía con el distrito del Callao (Cercado) y el Cercado de Lima. Al norte, la base superior limita con el distrito limeño de San Martín de Porres y en parte con el distrito del Callao.Por el oeste, se extiende hasta la avenida Elmer Faucett, el cual da inicio a la urbanización Dulanto en el distrito del Callao; en el este se extiende hasta la calle Cecilia Tupac  dando inicio al Cercado de Lima, pero cruzando la avenida Enrique Meiggs, el distrito se extiende hasta la calle Juan Velasco Alvarado donde luego de aquella calle inicia el distrito del Cercado de Lima .

#### Agua
El distrito está ubicado en el valle de la margen izquierda del río Rímac, que además es su principal fuente de agua. Actualmente, su caudal es alto durante los meses más intensos del verano, enero y febrero, cuando es época de lluvias en la sierra, mientras que durante el resto del año su caudal permanece bajo, a razón de que sus aguas son utilizadas para abastecer a los distritos de Lima y Callao.
También se aprovechan para el consumo humano, las aguas subterráneas de la napa freática, por ejemplo en el sector de Villa Señor de los Milagros. Anteriormente, por las filtraciones de las aguas del Rímac, en el territorio del distrito existieron algunos manantiales y lagunas. La población también aprovechó el agua subterránea en los primeros años de ocupación de este territorio con la excavación de pozos.

#### Flora y fauna
Existen algunos árboles en el distrito, hasta los años 90 existían grandes jardines en lo que ahora es el boulevard Morales Duarez y en la plaza de armas, aunque estos fueron arrancados por la remodelación de la plaza y la construcción de los dos carriles de la avenida Morales Duarez y del paseo peatonal. 
La fauna en este distrito, y gracias a la presencia del río y su cercanía al mar, es muy diversa, destacan en su presencia, gallinazos, gaviotas, garzas, cuculíes, pelicanos y palomas. También es lugar de paso de distintas aves migratorias como gorriones, colibrís, yanavico, chorlo, huerequeque, etc. En las aguas del río y de las lagunas que se formaban por la filtración, hasta la década del 70 se podían encontrar diversos reptiles, batracios y peces. Posteriormente la contaminación del río disminuyó drásticamente la presencia de todos estos animales.

## Autoridades

### Municipales
- 2023 - 2026

| Cargo    | Titular                     | Partido Político               |
| -------- | --------------------------- | ------------------------------ |
| Alcalde  | Edwards Infante López       | Movimiento Contigo Callao      |
| Regidora | Teresa Gutiérrez Lizaraso   | Movimiento Contigo Callao      |
| Regidor  | Jonathan Neyra Choquehuanca | Movimiento Contigo Callao      |
| Regidora | Bertha Izaga Palacios       | Movimiento Contigo Callao      |
| Regidor  | Emir Picón Solís            | Movimiento Contigo Callao      |
| Regidora | Fiorella Vargas Milla       | Movimiento Contigo Callao      |
| Regidor  | Roberto Hidalgo García      | Alianza para el Progreso (APP) |
| Regidor  | Segundo Carranza Valdiviezo | Movimiento Más Callao          |

## Festividades
- Marzo - abril: Semana Santa.
- Mayo: Santísima Virgen de Chapi de Reynoso (Protectora de la 1.ª Cdlla Milagros de Reynoso)
- Julio: Virgen del Carmen.
- Agosto: Santa Rosa de Lima Villa Señor de los Milagros
- Octubre: Señor de los Milagros de Villa (Patrón del distrito)
- Octubre: Señor de los Milagros de Reynoso (Patrón del distrito y de la Urb. Reynoso)
- Noviembre: Señor del Mar.
- Diciembre 4: Aniversario del distrito